# Rumex
- Commons
- Wikispecies

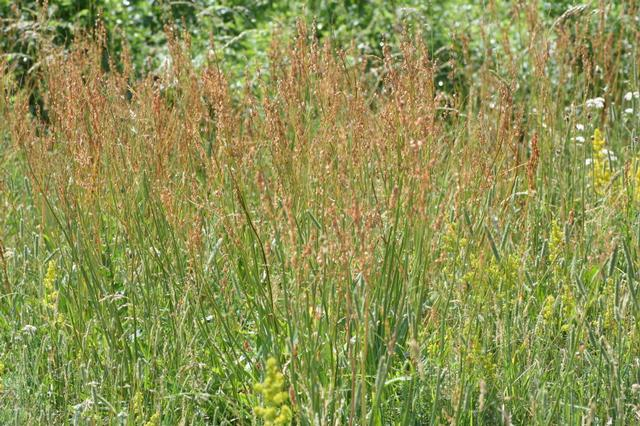
Rumex acetosa

Rumex L. é um gênero botânico da família polygonaceae.

## Sinonímia
| - Acetosa Mill. - Acetosella (Meisn.) Fourr. | - Bucephalora Pau |

## Espécies
| - Rumex abyssinicus Jacq. - Rumex acetosa L. - Rumex acetosella L. - Rumex alpestris Jacq. - Rumex alpinus L. - Rumex altissimus Alph. - Rumex angustifolius Campd. - Rumex aquaticus L. - Rumex arcticus - Rumex brownii Campd. - Rumex bucephalophorus L. - Rumex chalepensis Mill. - Rumex confertus Willd. - Rumex conglomeratus Murray - Rumex cordatus Poir. - Rumex coreanus Nakai - Rumex crispus L. - Rumex cyprius Murb. - Rumex dentatus L. - Rumex gmelinii Turcz. ex Ledeb. - Rumex hastatulus Baldwin - Rumex hydrolapathum Huds. - Rumex hymenosepalus Torr. - Rumex longifolius DC. - Rumex lunaria L. | - Rumex maderensis Lowe - Rumex maritimus L. - Rumex nepalensis Spreng. - Rumex obtusifolius L. - Rumex occidentalis S. Watson - Rumex orthoneurus Rech. f. - Rumex palustris - Rumex papilio Coss. & Balansa - Rumex patientia L. - Rumex ponticus E. H. L. Krause - Rumex pulcher L. - Rumex romassa J. Rémy - Rumex roseus L. - Rumex sagittatus Thunb. - Rumex salicifolius Weinm. - Rumex sanguineus L. - Rumex scutatus L. - Rumex songaricus Fisch. & C. A. Mey. - Rumex stenophyllus Ledeb. - Rumex thyrsiflorus Fingerh. - Rumex thyrsoides Desf. - Rumex tuberosus L. - Rumex usambarensis (Dammer) Dammer - Rumex venosus Pursh - Rumex vesicarius L. |

- Lista completa

## Classificação do gênero
| Sistema | Classificação                    | Referência               |
| ------- | -------------------------------- | ------------------------ |
| Linné   | Classe Hexandria, ordem Trigynia | Species plantarum (1753) |